# Sally Field
Sally Field (Pasadena, Kalifornija, SAD, 6. studenoga 1946.), američka filmska i televizijska glumica.
Rođena je u Kaliforniji, SAD, u obitelji rano razvedenih roditelja. Sredinom 1960-ih počinje glumiti u TV serijama Gidget i The Flying Nun, gdje postaje poznata ulogom časne sestre Bertrille. U to doba bavi se i glazbom, objavljuje vlastiti album Sally Field - Star of The Flying Nun i postiže uspjeh singlom Felicidad. Nakon angažmana u kratkotrajnoj seriji The Girl with Something Extra, više puta gostuje u raznim TV serijama, kao Alias Smith and Jones i Night Gallery. Uči glumu kod Lee Strasberga što joj omogućuje prihvaćanje uloga u dramama, posebno naslovnu ulogu u filmu Sybil, o mladoj ženi s poremećajem podijeljene ličnosti, što joj 1977. donosi nagradu Emmy i proboj ka ulogama u hollywoodskim filmovima. Od kraja 1970-ih te kroz 1980-te uživa znatnu popularnost i odobravanje kritike. 1979., za naslovnu ulogu sindikalne liderice u filmu Norma Rae, i 1984. za ulogu u filmu Mjesto u srcu osvaja Oscara i Zlatni globus, a za Normu Rae i nagradu Filmskog festivala u Cannesu za najbolju glumicu. Od ostalih uloga ističu se još Back Roads, i Murphy's Romance, dok je za ulogu u filmu Čelične magnolije bila nominirana za Zlatni Globus. 2000-ih ponovo glumi u TV serijama: Hitna služba i The Court, uz povremene izlete ka režiranju u filmovima The Christmas Tree (1996.) i Beautiful (2000.). U najnovije doba glumi u seriji Brothers & Sisters.
Iz prvog braka sa Stevenom Craigom  (1968. – 1975.) ima dvoje djece, a iz braka Alanom Greismanom (1984. – 1993.) još jednog sina. Bila je u dugogodišnjoj vezi s Burtom Reynoldsom, s kojim je zajedno glumila u nekoliko filmova. Pri dodjeli nagrade Emmy 2007. godine, za ulogu u televizijskoj seriji Brothers & Sisters, izjavila je: "Kada bi majke upravljale svijetom, ne bi uopće bilo prokletih ratova!"

## Izabrana filmografija
- Sybil (1976.)
- Hooper (1978.)
- Norma Rae (1979.)
- Mjesta u srcu (1984.)
- Čelične magnolije (1989.)
- Forrest Gump (1994.)

## Vanjske poveznice
- Sally Field u internetskoj bazi filmova IMDb-u (engl.)